# Phaeogenes austriacus
Phaeogenes austriacus är en stekelart som först beskrevs av Johann Ludwig Christian Gravenhorst 1829.  Phaeogenes austriacus ingår i släktet Phaeogenes och familjen brokparasitsteklar. Inga underarter finns listade i Catalogue of Life.